# Leges barbarorum
Leges barbarorum je souhrnný název pro zákoníky vydávané v raném středověku (od 5. do 9. století) v germánských královstvích. Vzhledem k tomu, že v celém starověku a středověku platil princip personality práva, platilo toto právo jen pro Germány, původní římští obyvatelé spadali pod vlastní právo (leges romanae barbarorum), mnohdy také kodifikované germánskými vládci. Zákoníky Leges Barbarorum vznikaly pod vlivem a inspirací Římanů, byly psány tehdy užívanou vulgární latinou a zachycovaly germánské obyčejové právo, nikolik však v jeho původní podobě, nýbrž platící v nových poměrech. Germánské právo mělo striktně kazuistický ráz a všechny zákoníky obsahovaly katalogy pokut.

## Nejznámější kodifikace
- Vizigótský Eurichův kodex (Codex Euricianus), z roku 475, dochoval se jen zlomek
- Lex Burgundionum, též zvaný Lex Gundobada (Burgundové), kolem 500
- Lex Salica (původně zvaný Pactus Legis Salicae, Sálští Frankové) - kolem 500
- Pactus Alamannorum (Alamani) - kolem 620
- Lex Ripuaria (Rýnští Frankové) - kolem 630
- Edictum Rothari (Lombardové) - 643
- Lex Visigothorum (Vizigóti, Recceswinth) - 654
- Lex Alamannorum (Alamani) - 730
- Lex Bajuvariorum (Bavariové) - kolem 745
- Lex Frisionum (Frísové) - kolem 785
- Lex Saxonum (Saxoni) - 803
- Lex Angliorum et Werinorum, hoc est, Thuringorum - 9. století